# Гарове
Гароуе, Гаро́ве — місто в Сомалі, столиця провінції Нугаль. Столиця самопроголошеної держави Пунтленд. У місті розташовані президентський палац, будівлі парламенту і урядових міністерств.
Населення 60 000 осіб. Це четверте за величиною місто самопроголошеної держави, після Босасо, Галкайо та Лас Анод.
Найбільш значущим кланом в місті є клан Іссе Махамуд, що входить до складу клану Маджертен.

## Географія
Географічно Гарове розташований в центрі Пунтленда. Він знаходиться поблизу головної траси Сомалі, що дозволило місту збагатитися. В результаті, із звичайного сільського містечка місто перетворилося на столицю невизнаної держави. Місто швидко розвивається і має великий потенціал.

### Клімат
Місто знаходиться у зоні, котра характеризується кліматом тропічних пустель. Найтепліший місяць — травень із середньою температурою 28.5 °C (83.3 °F). Найхолодніший місяць — грудень, із середньою температурою 23.6 °С (74.5 °F).
| Клімат Гарове           | Клімат Гарове | Клімат Гарове | Клімат Гарове | Клімат Гарове | Клімат Гарове | Клімат Гарове | Клімат Гарове | Клімат Гарове | Клімат Гарове | Клімат Гарове | Клімат Гарове | Клімат Гарове | Клімат Гарове |
| Показник                | Січ.          | Лют.          | Бер.          | Квіт.         | Трав.         | Черв.         | Лип.          | Серп.         | Вер.          | Жовт.         | Лист.         | Груд.         | Рік           |
| Середня температура, °C | 24            | 25            | 26,4          | 27,9          | 28,5          | 28            | 27,5          | 27,4          | 28,4          | 27            | 25            | 23,6          | 26,6          |
| Норма опадів, мм        | 0.2           | 0.7           | 4.4           | 24.7          | 37.4          | 4.8           | 0.2           | 1.5           | 5.5           | 32            | 9.1           | 0.7           | 121.2         |
| Днів з опадами          | 1,2           | 1             | 1,4           | 3,5           | 4,3           | 6,1           | 7,7           | 5,9           | 4,1           | 2,6           | 2,2           | 1,8           | 41,8          |
| Вологість повітря, %    | 70.4          | 74.8          | 75.7          | 79.5          | 78.1          | 70.6          | 64.4          | 64.9          | 71.7          | 75            | 76.9          | 76.6          | 73.2          |
| ----------------------- | ------------- | ------------- | ------------- | ------------- | ------------- | ------------- | ------------- | ------------- | ------------- | ------------- | ------------- | ------------- | ------------- |
| Джерело: Weatherbase    |               |               |               |               |               |               |               |               |               |               |               |               |               |

## Освіта
Місто має багато шкіл і одну головну лікарню.

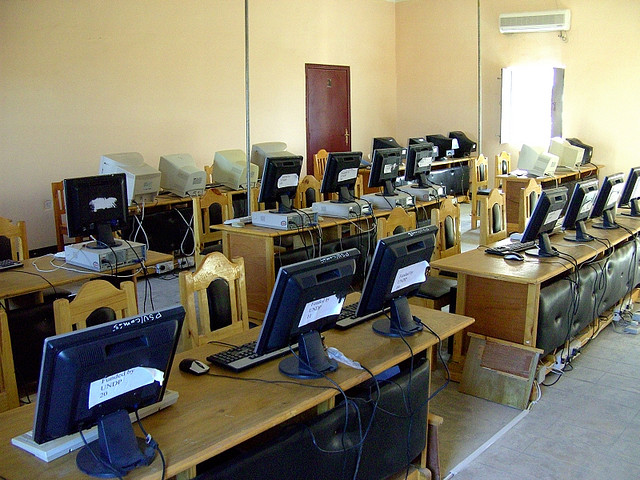
Комп'ютерний клас в університеті Пунтленду, Гарове (2007)
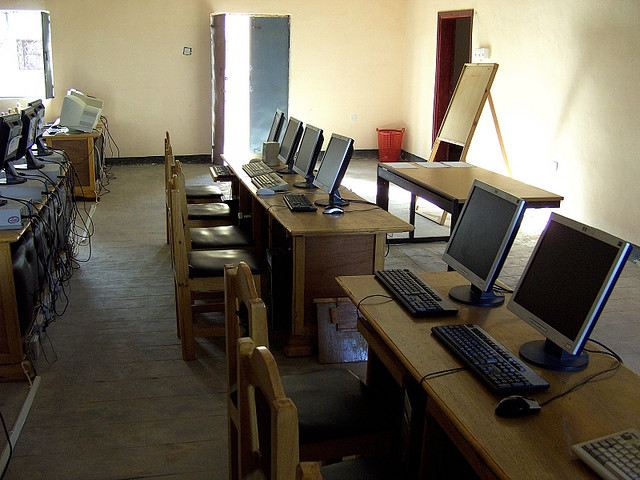